# Мрачное воскресенье
«Мра́чное воскресе́нье» (венг. Szomorú vasárnap, англ. Gloomy Sunday) — песня венгерского композитора Ре́жё Шереша (1933), ставшая международным хитом в исполнении различных исполнителей.

## История
В истории песни сложно отличить достоверные факты от городской легенды. Считается, что Шереш, пианист одного из будапештских ресторанов, сам сочинил музыку и первоначальный текст, в котором говорилось об обречённости мира в целом; затем журналистом Ласло Явором был написан новый текст, носивший более камерный характер и говорящий о намерении отвергнутого влюблённого совершить самоубийство, чтобы после смерти встретиться со своей умершей возлюбленной. Утверждается, что в 1936 году по Венгрии прокатилась волна самоубийств, связанных с этой песней. Считается, что международная популярность песни связана с этой её репутацией и что она начала распространяться по миру именно как «Венгерская песня самоубийц» (англ. The Hungarian Suicide Song). Однако это, по-видимому, не соответствует действительности, поскольку первые три кавер-версии песни датируются 1935 г.: в Великобритании её записал Поль Робсон, во Франции певица Дамия, в Румынии Пётр Лещенко («Мрачный воскресный день»).

## Исполнители
Первым исполнителем песни считается венгерский певец Пал Калмар, исполнивший её в 1935 году. Первые две кавер-версии песни датируются 1935 годом: в Великобритании её записал Поль Робсон, во Франции — певица Дамия.
Неполный список дальнейших исполнителей песни включает:
- Пётр Лещенко (1937)
- Билли Холидей (1941)
- Сара Вон (1961)
- Рэй Чарльз (1968)
- Карел Готт (1972)
- Лидия Ланч (1979)
- Элвис Костелло (1981)
- Серж Гензбур (1988)
- Диаманда Галас (1992)
- Шинейд О’Коннор (1992)
- Сара Маклахлан (1995)
- Бьорк (1998, с альбома AT&T Presents: Stormy Weather[англ.])
- Сара Брайтман (2000)
- Кронос-квартет (2000)
- Хитер Нова (2001)
- Ива Биттова (2001)
- Роб Коффиншейкер[пол.] (2001)
- Владо Креслин (2004)
- Аарон Фанк (2005)
- Blackmailers Rekord Orkestr[англ.] (2009)
- Pallbearer[англ.] (2010)
- Diamant (2013)
- Ataraxia (2014)
- Айвёр Полсдоттир (2014)
- Emilie Autumn (2009)
- Анджелина Джордан (2014)
- Северия Янушаускайте (2019)

## В культуре
В 1999 году немецкий режиссёр Рольф Шюбель (нем. Rolf Schübel) снял фильм «Песня любви и смерти» (нем. Ein Lied von Liebe und Tod), сюжет которого построен на реконструкции истории создания песни Шереша.
Шведская рок-группа «Gloomy Sunday» названа по этой песне.
В книге Маркуса Зусака «Книжный вор» один из главных героев Ганс Хуберманн перед отправкой на фронт играет эту композицию в местном ресторане на аккордеоне и получает овации. События происходили во время Второй мировой войны.